# The Dudesons
The Dudesons is een televisieprogramma over vier jongens die in Seinäjoki, Finland wonen en abnormale stunts uitvoeren.
In België werd The Dudesons elke woensdag en donderdag uitgezonden op JIMtv. In Nederland was het programma te volgen via het digitale kanaal 101 TV van BNN en Nederland 3 en MTV.

## De Vier Vrienden
The Dudesons zijn:
- Jukka Hildén (geboren op 3 august 1980 in Helsinki, Finland)
- Jarppi Leppälä (geboren op 11 augustus 1979 in Seinäjoki, Finland)
- Hannu-Pekka "HP" Parviainen (geboren op 18 augustus 1981 in Seinäjoki, Finland)
- Jarno Laasala (geboren op 19 september 1979 in Seinajöki, Finland)

## Geschiedenis
Deze vier jongens zijn al vanaf de lagere school de beste vrienden van elkaar. Toen ze wat ouder waren gingen ze vaak samen snowboarden of skateboarden en maakten ze veel filmpjes met zelf-uitgevoerde stunts.
In 1993 kocht Jarno Laasala een camera en hij filmde hoe zijn drie andere vrienden deze stunts uitvoerden, waaronder hun snowboardstunts, en hoe ze met een mountainbike van een berg naar beneden vlogen.
In 1999 ging Jarno Laasala naar Helsinki om aan de universiteit te studeren. Een half jaar later mocht hij als cameraman gaan werken bij de televisiezender MoonTV. Toen hij daar aan het werken was kreeg hij het idee om zijn eigen televisieserie te beginnen, samen met zijn drie andere vrienden. Ze noemden het Extreme Duudsonit en in het Engels simpelweg The Dudesons. In deze televisieserie werden de meest abnormale stunts uitgevoerd, zoals The Human Dartboard waarbij Jarppi een roos op zijn buik schildert om te darten. De eerste aflevering werd vertoond op 25 januari 2001 op MoonTV. Later werden de afleveringen zowel in Amerika als in Europa vertoond.
The Dudesons wonen in een boerderij in Seinäjoki, Finland waar ze de meeste van hun stunts uitvoeren. In de voorlaatste aflevering van seizoen 1 was te zien dat hun boerderij bijna weggebrand was. The Dudesons maakten namelijk een kampvuur in hun boerderij. Al snel liep het vuur uit de hand en de gordijnen vlogen in brand. De hele boerderij stond in brand, maar Jukka kon Britney, het varkentje, redden en de brandweer redde de boerderij, alhoewel er niet meer veel van overbleef. In seizoen 2 was te zien wat er verder met hun boerderij gebeurde.

## Films
Er zijn ook een aantal films verschenen van The Dudesons, 
de bekendste hiervan is The Dudesons Movie (in het Fins genaamd Duudsonit Elokuva), die in 2006 in zowel Amerika als in Europa uitkwam.
In deze film, die een kleine 80 minuten duurt, zien we de hardste en extreemste stunts van The Dudesons ooit. Ook komen er een paar goede vrienden van The Dudesons in sommige stunts voor, namelijk Steve-O, Bam Margera, Ryan Dunn en Raab Himself die bekend zijn van Jackass.
Verder zijn er ook nog The Dudesons World Tour deel 1, 2 en 3 verschenen op DVD.
The Dudesons verschenen ook in Jackass 3D (2010) en Jackass 3.5 (2011).

## Trivia
- Hoewel The Dudesons oorspronkelijk Fins praten, kunnen ze ook heel goed Engels. Een opmerking van Jarppi is:

"We praten in The Dudesons altijd Engels. Als je ons echter iets hoort zeggen wat je niet begrijpt dan zijn we gewoon maar wat in het Fins aan het vloeken."
Zo is Isäntä het Fins voor Satan, en Perkele is de grootvader van Satan.
- Op hun boerderij is er ook een varkentje dat ze eerst Satan noemden. Later dachten ze dat Satan een meisje was dus veranderden ze de naam in Britney. Later kwam echter aan het licht dat Britney toch een jongetje was maar om het niet nóg ingewikkelder te maken, veranderden ze de naam niet.

- The Dudesons rust op het videolabel Rabbit Films. Dit videolabel hebben The Dudesons zelf gemaakt.

- Wat opvalt is dat Hannu-Pekka niet zoveel in de serie te zien is. Dit komt doordat hij vaak met snowboarden bezig is en meedoet met veel wedstrijden.

- Jarppi heeft maar één duim. Dit komt doordat hij zijn duim verloor tijdens een stunt.
- Ook Jarno is niet altijd te zien. Dit komt doordat hij vaak achter de camera staat.

- In de derde aflevering van het vierde seizoen gingen The Dudesons naar Australië om een liveshow te doen met Dirty Sanchez.

- In de vijfde aflevering van het vierde seizoen gingen The Dudesons naar de Verenigde Staten om Nitro Circus en Johnny Knoxville te ontmoeten.